# Wilhelm Koenen

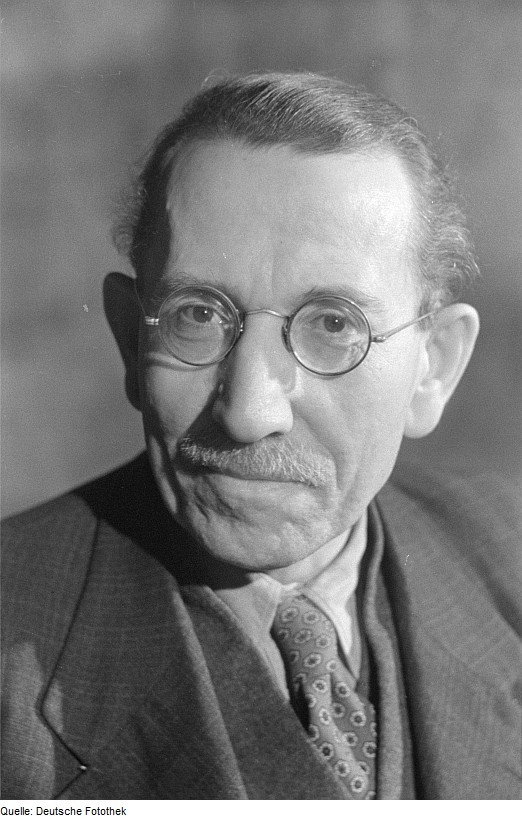
Wilhelm Koenen 1946

Wilhelm Koenen (* 7. April 1886 in Hamburg; † 19. Oktober 1963 in Ost-Berlin) war ein deutscher Politiker. Von 1946 bis zu seinem Tod gehörte er dem Parteivorstand bzw. dem Zentralkomitee der SED an.

## Leben
Koenen, Sohn eines Tischlers und einer Köchin, absolvierte nach dem Besuch der Volksschule von 1900 bis 1903 eine kaufmännische Lehre. Ab 1904 war er in einer Volksbuchhandlung in Kiel tätig. Daneben besuchte er Kurse der Arbeiterbildungsschule in Hamburg und der sozialdemokratischen Parteischule in Berlin. Er war ab 1907 Zeitungsberichterstatter in Kiel, später in Königsberg. 1911 wurde er Redakteur des sozialdemokratischen Volksblattes in Halle an der Saale.
Nach der Machtergreifung der Nationalsozialisten floh er im Juni 1933 (auf Beschluss der KPD-Führung) aus Deutschland, zunächst in das Saargebiet, später nach Frankreich. Dort bemühte er sich im Lutetia-Kreis um eine Volksfront gegen die Hitlerdiktatur. Von 1935 bis zur Zerschlagung der Tschechoslowakei 1938 hielt er sich in dort auf. Dort war er an der Grenzarbeit der KPD beteiligt (siehe auch Vereinigte Kletterabteilung). 1938 floh er weiter nach England. Er war dort einer der Herausgeber der Presseinformation Inside Nazi Germany. 1940 wurde er als „Enemy Alien“ nach Kanada verbracht, wo er bis 1942 interniert blieb. Seit 1937 war er mit Emmy Damerius-Koenen verheiratet. 1943 wurde er Gründungsmitglied der Bewegung „Freies Deutschland“ in London.  1944 arbeitete er für die subversiv agierenden, auf Deutsch sendenden britischen Geheimsender Deutscher Kurzwellensender Atlantik und Soldatensender Calais. Ende 1945 kehrte er nach Deutschland zurück.

## Familie
Wilhelm Koenen war der Bruder von Bernard Koenen. Wilhelm Koenens Sohn Heinrich (1910–1945) wurde am 29. Oktober 1942 in der Wohnung von Ilse Stöbe von der Gestapo festgenommen und im Februar 1945 im KZ Sachsenhausen erschossen.

## Ehrungen

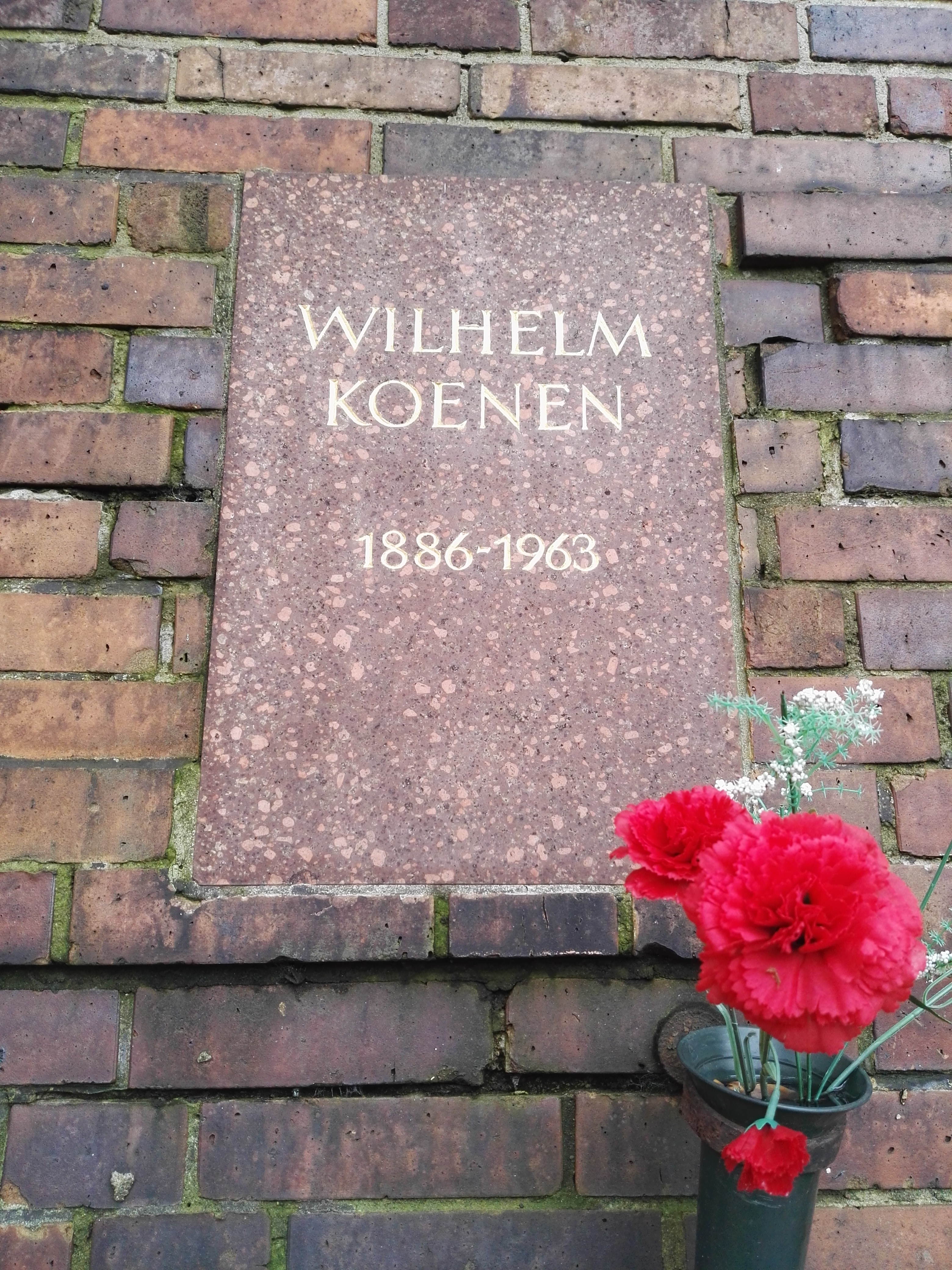
Grabstätte

Am 6. Mai 1955 wurde ihm der Vaterländische Verdienstorden in Silber verliehen.
Wilhelm Koenen wurde wie sein Bruder Bernhard in der Gedenkstätte der Sozialisten auf dem Berliner Zentralfriedhof Friedrichsfelde beigesetzt, die Urnen ihrer Ehefrauen in der benachbarten Gräberanlage Pergolenweg.
Nach Wilhelm Koenen sind der Wilhelm-Koenen-Ring in Halle (Saale) und die Wilhelm-Koenen-Straße in Sangerhausen benannt. Die Deutsche Post der DDR gab 1976 zu seinen Ehren eine Sondermarke in der Serie Persönlichkeiten der deutschen Arbeiterbewegung heraus.

## Politik

### Partei
Koenen, dessen Vater sich schon sozialistisch betätigt hatte, trat 1903 der SPD bei. 1913 wurde er Mitglied der SPD-Bezirksleitung, mit dem Gros der örtlichen Partei schloss er sich 1917 der USPD an. 1919 war Koenen Vorstandsmitglied im Zentralkomitee der USPD. Seit 1920 gehörte Koenen der Zentrale der KPD an. In der KPD gehörte Koenen zunächst zum linken Parteiflügel, dann ab etwa 1924 zur sogenannten Mittelgruppe und unterstützte ab 1925 aktiv die Führungsgruppe um Ernst Thälmann. Von 1929 bis 1931 wirkte Koenen als Politischer Sekretär der KPD für den Bezirk Halle-Merseburg. Ab 1931 wurde er parteiintern in den Hintergrund gedrängt und verlor seine Parteifunktion in Halle und den bisherigen sicheren Listenplatz. Koenen nahm am 7. Februar 1933 an der konspirativen Tagung des Zentralkomitees der KPD im Sporthaus Ziegenhals bei Berlin teil.

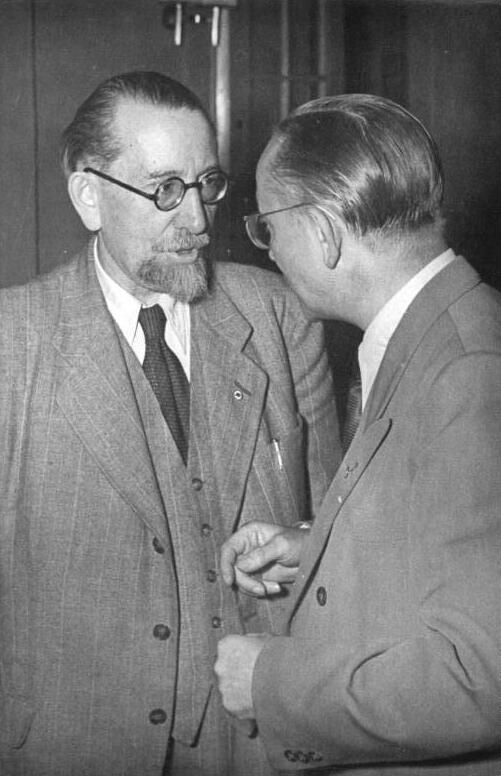
Wilhelm Koenen im Gespräch mit Hans Loch 1951

Koenen beteiligte sich ab 1945 am Wiederaufbau der KPD und, nach der Zwangsvereinigung von SPD und KPD, am Aufbau der SED in Ostdeutschland.
Er war von 1946 bis 1948, gemeinsam mit Otto Buchwitz, Landesvorsitzender der SED in Sachsen.
Seit 1946 gehörte er dem Parteivorstand und auch dem Zentralkomitee der SED an. Im Mai 1953 wurde er von der SED-Leitung wegen mangelnder Wachsamkeit gerügt (1956 gelöscht).

### Abgeordneter
Während der Novemberrevolution 1918/1919 war Koenen Kommissar der Arbeiter- und Soldatenräte des Bezirks Halle-Merseburg. Er gehörte 1919/20 der Weimarer Nationalversammlung an. Am 16. Juli 1919 forderte er in der Nationalversammlung die Einführung einer Verfassungsbestimmung, die die öffentliche Filmvorführung für Jugendliche ausschließlich Behörden und gemeinnützigen Organisationen erlauben sollte, damit die Jugend vor der Geschäftemacherei durch „die Kapitalisten“ geschützt werde. Zwischen 1920 und 1932 war er Abgeordneter im Reichstag. Daneben war er von 1926 bis 1932 Stadtverordneter in Berlin und von Ende 1929 bis Mai 1932 Mitglied des Preußischen Staatsrates. Bei der Landtagswahl im April 1932 zog er als Abgeordneter in den Preußischen Landtag ein.
Von 1946 bis 1949 war Koenen Abgeordneter des Sächsischen Landtags.
Er zählte 1949 zur Provisorischen Volkskammer, wurde bei der ersten Volkskammerwahl (einer Scheinwahl am  15. Oktober 1950) in die Volkskammer gewählt und war dort bis zu seinem Tod Abgeordneter.
1949 bis 1958 leitete er das Sekretariat der Volkskammer. Seit 1950 gehörte er auch dem Präsidium des Nationalrates der Nationalen Front an. Seit 1955 war er auch Leiter der Interparlamentarischen Gruppe der DDR.